# Ulrika Victoria Åberg
Ulrika Victoria Åberg (Loviisa, 23 febbraio 1824 – Weimar, 15 luglio 1892) è stata una pittrice finlandese.

## Biografia
Dopo gli studi lavorò come insegnante in una scuola femminile di Helsinki. Verso il 1865 intraprese un viaggio in Germania, specialmente a Düsseldorf, Dresda e Weimar, e in Italia. Fu pittrice soprattutto di paesaggi finlandesi, tedeschi ed italiani.

## Galleria d'immagini

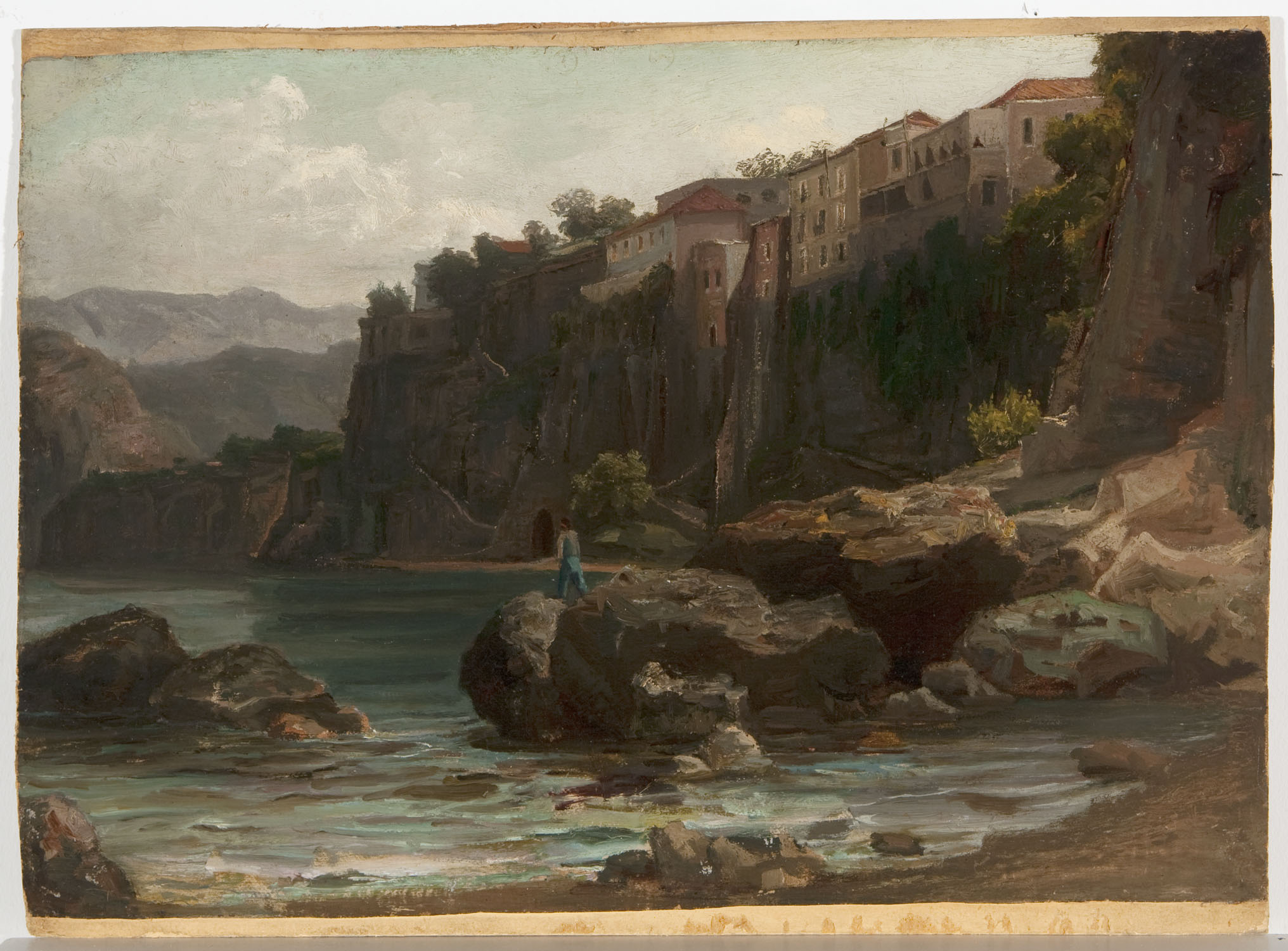
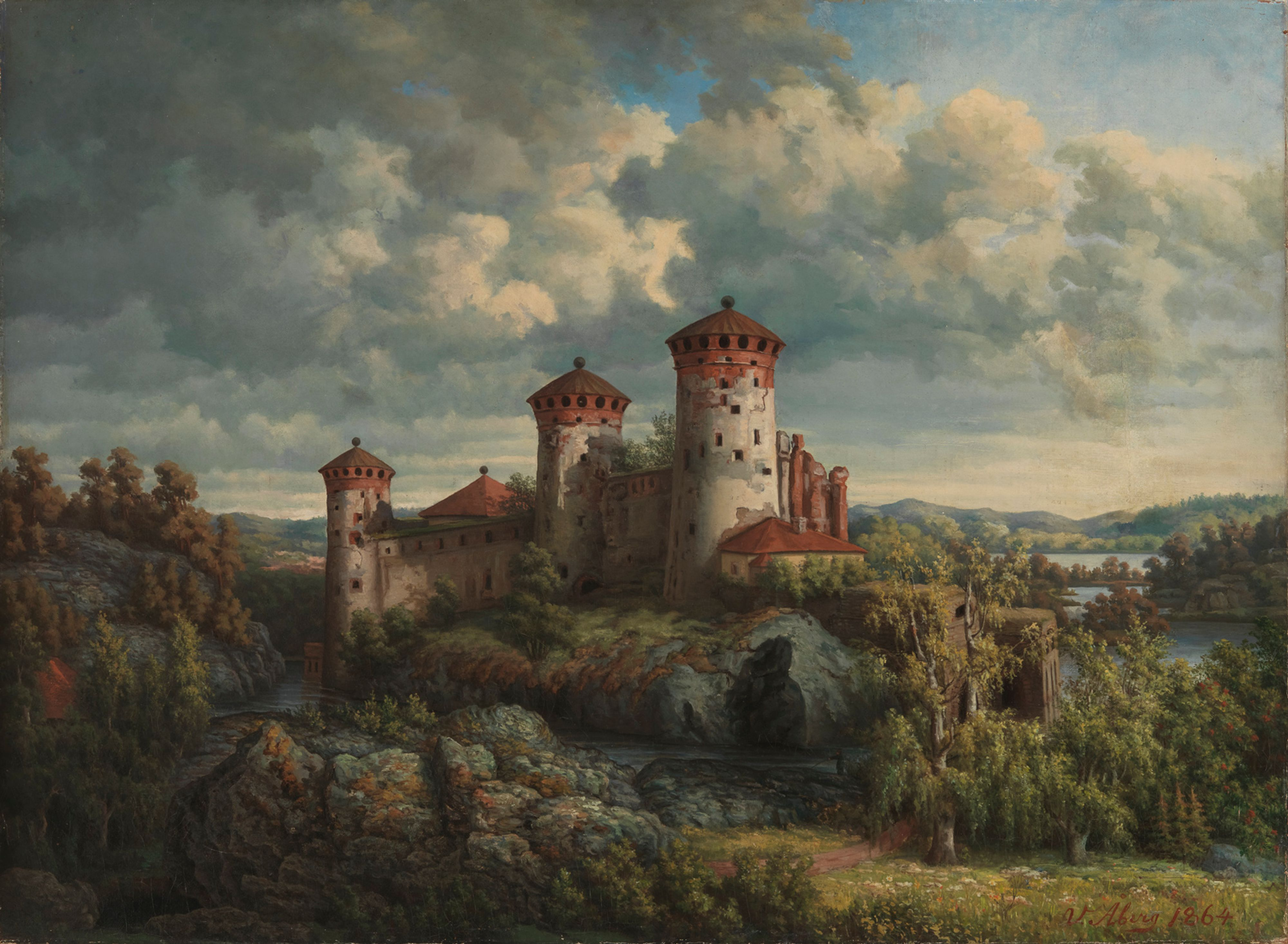
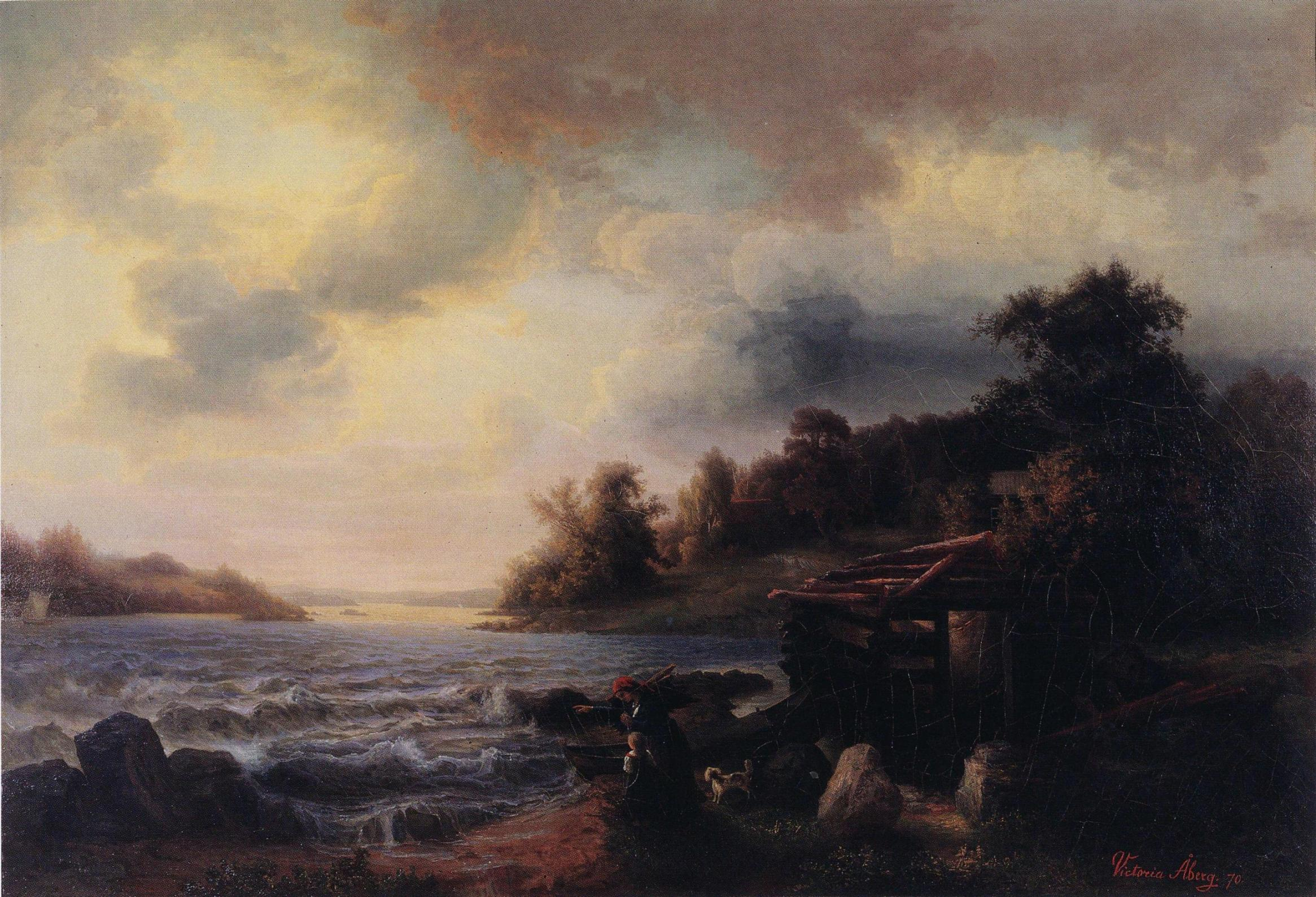
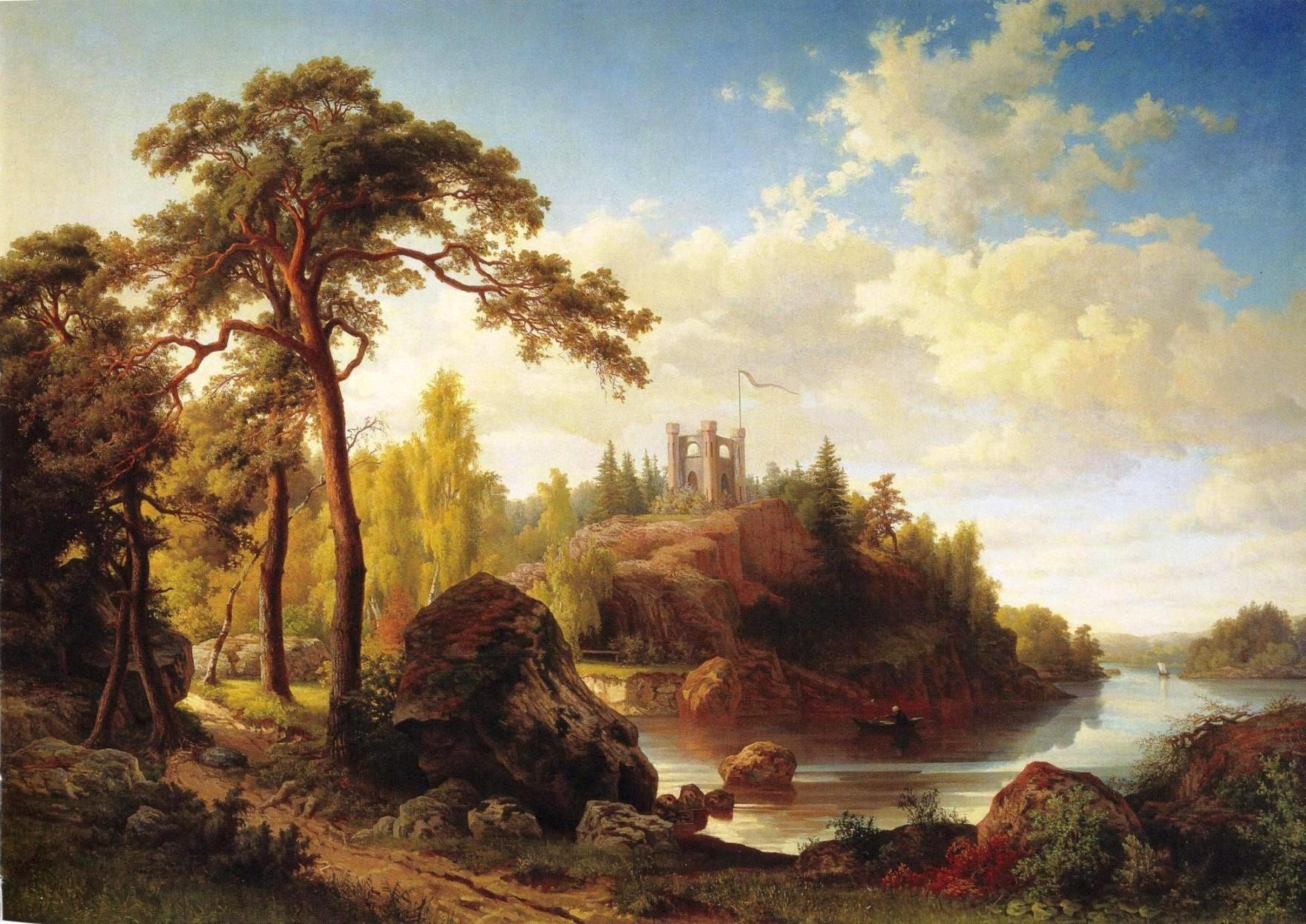